# Mutantes en la sombra
Mutantes en la sombra es un juego de rol de ciencia ficción español creado por José Félix Garzón e Igor Arriola y publicado por primera vez por la editorial bilbaína Ludotecnia en abril de 1991. La segunda edición, de 1997, fue titulada Mutantes G2. La tercera ha sido titulada MUTANT3S Fifth Protocol, la está desarrollando Suseya Ediciones, siendo los responsables de ambientación y sistema José Tellaetxe e Igor Arriola respectivamente.

## Universo de juego
Concebida por los autores mismos del juego, la trama de Mutantes en la sombra parte del principio (ficticio) de que las radiaciones de las repetidas explosiones nucleares practicadas por las grandes potencias de la segunda mitad del siglo XX (Estados Unidos, la Unión Soviética, Francia etc) han ido originando en los seres humanos ciertas mutaciones congénitas que les otorgan una serie de poderes sobrenaturales, los así llamados «poderes mutantes» o «poderes M» (precognición, telequinesis, piroquinesis etc). Según la ficción del juego los primeros niños mutantes empezaron a nacer en la segunda mitad de los años 1940. Muy pronto, al constatar la existencia de individuos dotados de tales poderes, los gobiernos empezaron a ocultar su existencia así como a capturarlos para poner sus excepcionales poderes al servicio de sus órganos de inteligencia de estado. Fue para esos mismos órganos de inteligencia que los gobiernos empezaron a fundar departamentos especializados en el «reclutamiento» y entrenamiento de mutantes, los «servicios M» («M» de «mutante»).
Al principio sometidos como esclavos por los gobiernos dominantes del panorama político internacional, los mutantes no tuvieron organización alguna que los representara hasta que uno de ellos, el alemán Werner Kaufmann, consiguió escapar del servicio M en el que lo retenían desde que era niño. Desde que ese servicio M había asesinado a su familia para apoderarse de él y explotar sus poderes, Kaufmann siempre había vivido con la idea de escaparse y vengarse y cuando estuvo libre de sus explotadores utilizó su poder precognitivo (visión del futuro) para invertir en bolsa y enriquecerse sin límites. Kaufmann sabía efectivamente que sin un inmenso poder económico nunca podría medirse con el poder de las potencias internacionales. En cuanto tuvo una fortuna suficientemente grande fundó Prometheus, una organización secreta compuesta de mutantes libres que pone sus poderes M al servicio de quienes estén dispuestos a pagarlos. Paralelamente Prometheus dispone de divisiones propias secretas que sólo el propio Kaufmann conoce, como la Fundación Kaufmann (un departamento científico destinado a la investigación de los fenómenos y poderes mutantes) o como Heracles, el servicio secreto interno de Prometheus.
Los personajes de Mutantes en la sombra, que pueden ser mutantes o no, o hacer parte o no de un servicio M gubernamental, están pues condenados a evolucionar en medio de este mosaico de organizaciones secretas, agencias de espionaje, potencias militares y multinacionales ultrapoderosas: un universo cruel y complotista en el que el valor de la vida humana está completamente subordinado a los intereses de desmesurados poderes políticos ocultos.

## Sistema de juego
El sistema de juego de Mutantes en la sombra está esencialmente basado en el uso de un dado de veinte caras. Para que su personaje realice con éxito aquellas acciones en las que haya posibilidad de fallo, el jugador debe obtener, con su dado de veinte, un resultado igual o superior a un cierto número de dificultad. Para saber a su vez qué número de dificultad corresponde a cada acción emprendida el director de juego atribuye a la acción en cuestión uno de los siguientes niveles de dificultad: «Fácil», «Normal», «Difícil», «Muy Difícil» e «Imposible». Combinados con el nivel de la habilidad o característica requerida para llevar a cabo la acción emprendida (nivel numerado de cero a diez), estos niveles de dificultad indican entonces el número que se ha de superar con la tirada de dado de veinte. Una tabla, la tabla de acciones, permite consultar rápidamente el número de dificultad correspondiente. Si por ejemplo un jugador quiere que su personaje abra la cerradura de una puerta y dispone de la llave correspondiente ninguna tirada de dado será necesaria. En cambio si no dispone de la llave pero sí dispone de una ganzúa el director de juego puede determinar, por ejemplo, que el nivel de dificultad es «Difícil». Si el personaje tiene un nivel de 5 en su habilidad «Abrir cerraduras» la tabla de acciones indica que el número de dificultad correspondiente entre nivel de habilidad 5 y dificultad «Difícil» es 12. Un resultado de 12 o más en su dado de veinte permitirá al jugador que su personaje abra con éxito la cerradura. Si en vez de disponer de una ganzúa el personaje dispone de un simple alambre el director de juego puede determinar, siempre según su criterio, que el nivel de dificultad es «Muy difícil». El número de dificultad correspondiente es entonces 16. En caso de no disponer siquiera de un alambre el director de juego puede atribuir el nivel de dificultad «Imposible», en cuyo caso la tabla de acciones indica «---» como número de dificultad, lo que significa que por mucho que lo intente el personaje no puede obtener con éxito la acción emprendida.
Además de estas reglas básicas destinadas a todo tipo de acciones el manual de Mutantes en la sombra expone también reglas apropiadas para situaciones particulares, como persecuciones de vehículos o como el uso de poderes mentales por parte de los mutantes, los personajes más representativos del universo de este juego de rol.

## Ediciones
Hasta ahora Mutantes en la sombra ha sido publicado en dos ediciones, aunque una tercera ya está en preparación:
- La primera edición, titulada Mutantes en la sombra, fue publicada en abril de 1991 por Ludotecnia.[2]
- La segunda edición, titulada Mutantes G2, vio la luz en febrero de 1997, también a cargo de Ludotecnia.[3]
- Para la tercera edición, Ludotecnia cedió los derechos del juego en 2001 primero a Astiberri y posteriormente a Edge Entertainment, esta tercera edición se titularía simplemente Mutantes, aunque conservando el subtítulo de la primera edición original: Mutantes, un juego de rol en un mundo demasiado parecido al nuestro.[4] Pero no llegó a publicarse, Ludotecnia recuperó los derechos en agosto de 2012. Suseya Ediciones aborda el proyecto desde 2017 adquiriendo la licencia y poniendo al mando de la edición a creadores de las anteriores MUTANT3S como nombre clave.

## Suplementos

### Para la primera edición
- Guía Heracles de supervivencia en ambientes hostiles[5] (mayo de 1991, incluye la pantalla del director de juego)
- Los Hijos de Chernobyl[6] (junio de 1991)
- Semilla de acero[7] (mayo de 1992)
- Anuario Kaufmann 1[8] (julio de 1992)
- Semilla de acero II, la hora de la guadaña[9] (noviembre de 1992)
- Catálogo Charlie'91[10] (diciembre de 1992)
- Pantallas[11] (febrero de 1993, reedición de la pantalla del director de juego)
- TNC (Tormenta no controlada)[12] (julio de 1993)
- El hogar de los valientes[13] (septiembre de 1993)
- Sueños Turcos[14] (octubre de 1993)
- El Hogar de los valientes 2[15] (diciembre de 1993)
- Semilla de acero III, con la tumba preparada[16] (diciembre de 1993)
- El cuaderno de J[17]  (septiembre de 1995)
- Tango[18] (septiembre de 1995)

### ParaMutantes G2
- Yuri-9, manual de autodefensa[19]
- Pantalla del A.J. de G2
- Hojas de Personaje
- Del lobo y del águila